# هنريك راسموسن
هنريك راسموسن (بالدنماركية: Henrik Rasmussen)‏ (13 يونيو 1968 الدنمارك - ) هو لاعب كرة قدم دانمركي يلعب كلاعب وسط.